# Familia Mundial de Radio María
La Familia Mundial de Radio María es una asociación de diversas radioemisoras que por lo general llevan el nombre de Radio María junto al nombre del país, las cuales, inspiradas por el mensaje de la Santísima Virgen María en Fátima y Medjugorje, difunden programación de contenido católico en varios países de todos los continentes.

## Historia
Hacia la década de 1980, párrocos de muchas comunidades italianas iniciaban radioemisoras para informar a sus parroquianos y ayudarlos en la oración, transmitiendo principal y diariamente la misa y el rezo del rosario. En este contexto fue establecida la primera estación de Radio María como una radio parroquial de Arcellasco d'Erba, Italia, en 1983, inspirándose en los llamados tras las apariciones de la Virgen de Fátima y las apariciones marianas en Medjugorje.
Radio María mantuvo esta característica hasta 1987, año en el cual se constituye la asociación Radio María, compuesta por laicos y sacerdotes con la finalidad de llevar más allá de Erba el proyecto radial. El Padre Livio Fanzaga, en Italia, inspirado por el mensaje de la Virgen María en Fátima y Medjugorje, empezó los trabajos para la fundación de la Radio María. En el transcurso de tres años se rediseñó la programación mediante la colaboración de personas de diversas experiencias eclesiales. Así es que Radio María llega a tener difusión nacional en 1990.

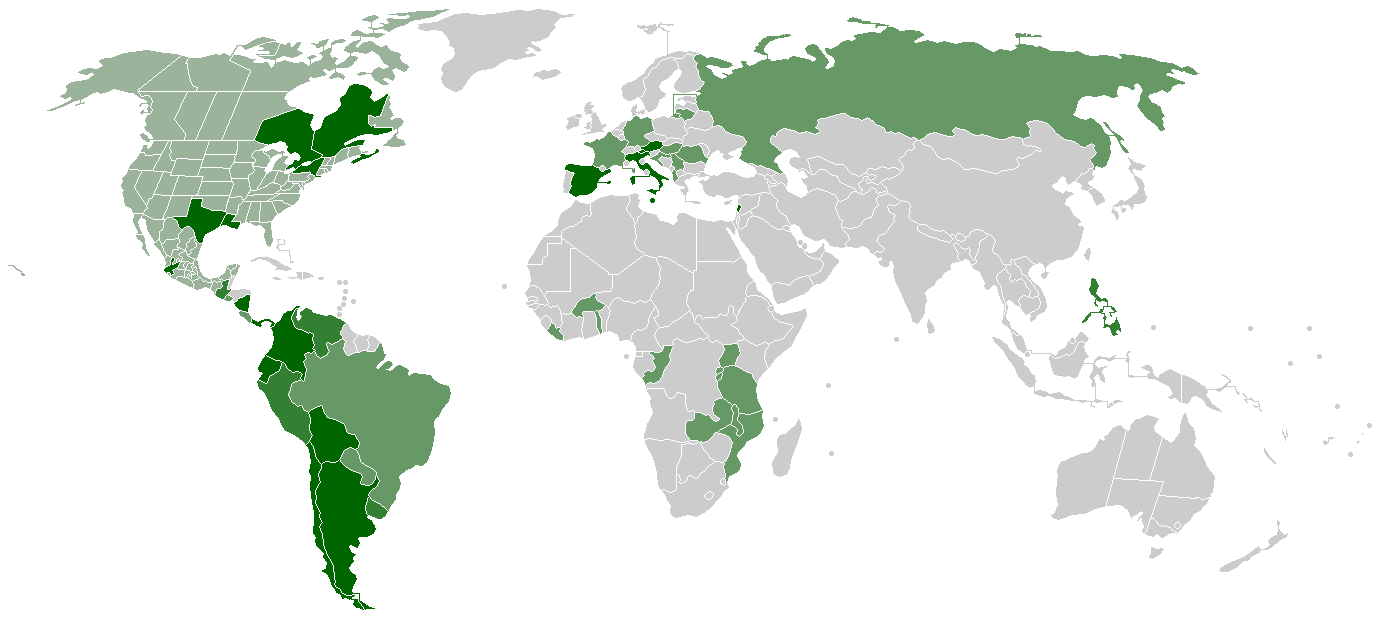
La presencia de Radio María en el mundo.

A partir de la década de 1990 comienza la internacionalización de la familia radiomariana al iniciarse varios proyectos en idioma local en Europa, África y América.
En 1998 nace la Familia Mundial de Radio María, instrumento de coordinación de las diversas Radios María —operantes o en fase de constitución— a nivel mundial.
En 1999 se realizaron dos congresos internacionales de Radios María. El primero de ellos, para las radios de América, fue llevado a cabo en la ciudad de Lima en el mes de marzo; y el segundo, para las Radios María angloparlantes de África el mes de noviembre en Malaui.
En el 2000, se realiza el Primer Congreso Mundial, experiencia que se repitió en los años 2003 y 2004.
- Actualmente está asociada para compartir producción de eventos de la Iglesia Católica con:
  - Radio Vaticano a través de  Familia Mundial de Radio María. Los eventos religiosos de la Iglesia católica dentro de país o región correspondiente los cubre/realiza Radio María del país o región correspondiente.
  - Además en la actualidad tiene acuerdos con  más de un centenar de medios locales o nacionales por todo el mundo para emitir o producir programación de índole católico y religioso. Donde no llega una emisora de Radio María o Radio Vaticano la retransmisión lo hace con los medios de comunicación asociados del territorio o nación correspondiente.

## Emisoras
- En Europa:
  - Radio Horeb (Alemania)
  - Radio Maria Shqipëri (Albania)
  - Radio Maria Österreich (Austria)
  - Radio Мaría Belarus (Bielorrusia)
  - Radio Marija Hvratski (Croacia)
  - Radio María España (España) 
    - En España en la actualidad tiene acuerdos con Ábside Media para emitir o producir programación de índole católico y religioso.

  - Radio Maria France (Francia)
  - Mária Rádió (Hungría)
  - Mária Rádió Erdély (Rumania)
  - Radio Maria Italia (Italia)
  - Marijos Radijas (Lituania)
  - Radju Marija Malta (Malta)
  - Rádio Maria Portugal (Portugal)
    - En Portugal en la actualidad tiene acuerdos con Grupo Renascença Multimédia para emitir o producir programación de índole católico y religioso.

  - Radio Maria Romania (Rumania)
  - Радио Мария San Petesburgo (Rusia)
  - Radio Marija Srbije (Serbia)
  - Radio Maria Südtirol (Tirol del Sur-Trentino-Alto Adigio)
  - Radio María Kiev (Ucrania)

- En África:
  - Radio Maria Burkina Faso
  - Radio Maria Burundi
  - Radio Maria Camerún
  - Radio Maria Costa de Marfil
  - Radio Maria Congo Brazaville (República del Congo)
  - Radio Maria Malawi
  - Rádio Maria Moçambique (Mozambique)
  - Radio Maria Rwanda (Ruanda)
  - Radio Maria Sierra Leone (Sierra Leona)
  - Radio Maria Tanzania
  - Radio Maria Togo
  - Radio Maria Uganda
  - Radio Maria Zambia

- En América:
  - Radio María Argentina
  - Radio María Bolivia
  - Rádio Maria Brasil
  - Radio Maria Canada
  - Radio María Chile
  - Radio María Colombia
  - Radio María Costa Rica
  - Radio María El Salvador
  - Radio María Guatemala
  - Radio María Houston
  - Radio María México
  - Radio Maria New York
  - Radio María Nicaragua
  - Radio María Nueva York
  - Radio María Ecuador
  - Radio María Panamá
  - Radio María Paraguay
  - Radio María Puerto Rico
  - Radio María Perú
  - Radio María República Dominicana
  - Radio María Uruguay
  - Radio María Venezuela

- En Asia:
  - Radio Maria Phillipines (Filipinas)
  - Radio Maria Chinese (China)
  - Voice of Charity (Líbano)

- En Oceanía:
  - Radio Maria Papúa Nueva Guinea
  - Radio Maria Isla de Pascua (recibe la señal de Radio María Chile)